# 寂寞的十七歲 (小說集)
《寂寞的十七歲》，副標題是「白先勇早期短篇小說集」，初版於1976年，由台北的遠景出版社出版，發行人為沈登恩。書上有叢書編號「遠景叢刊 58」。此書收錄了《金大奶奶》等十七篇短篇小說，比《謫仙記》多十篇，全書327頁。

## 內容
除了〈歐陽子序〉外，其他篇章的作者都是白先勇。
| 作品                                         | 發表年份 | 發表刊物              |
| 〈歐陽子序〉 —— 歐陽子                       |          |                       |
| 《金大奶奶》                                 | 1958年   | 《文學雜誌》五卷1期   |
| 《我們看菊花去》                             | 1959年   | 《文學雜誌》五卷5期   |
| 《悶雷》                                     | 1959年   | 《筆匯》革新號一卷6期 |
| 《月夢》                                     | 1960年   | 《現代文學》第1期     |
| 《玉卿嫂》                                   | 1960年   | 《現代文學》第1期     |
| 《黑虹》                                     | 1960年   | 《現代文學》第2期     |
| 《小陽春》                                   | 1961年   | 《現代文學》第6期     |
| 《青春》                                     | 1961年   | 《現代文學》第7期 \|  |
| 《藏在褲袋裡的手》                           | 1961年   | 《現代文學》第8期     |
| 《寂寞的十七歲》                             | 1961年   | 《現代文學》第11期    |
| 《那晚的月光》                               | 1962年   | 《現代文學》第12期    |
| 《芝加哥之死》                               | 1964年   | 《現代文學》第19期    |
| 《上摩天樓去》                               | 1964年   | 《現代文學》第20期    |
| 《香港——一九六〇》                           | 1964年   | 《現代文學》第21期    |
| 《安樂鄉的一日》                             | 1964年   | 《現代文學》第22期    |
| 《火島之行》                                 | 1965年   | 《現代文學》第23期    |
| 《永遠的尹雪豔》                             | 1965年   | 《現代文學》第24期    |
| 〈驀然回首──《寂寞的十七歲》後記〉 —— 白先勇 |          |                       |